# لژه
لژه (به آلبانیایی: Lezhë) شهری در کشور آلبانی و مرکز استان لژه